# ته جونگسانگ
ته جونگسانگ (به کره‌ای: 대중상) (زندگی: ۶۲۹–۶۹۷ میلادی)، که با نام گولگول جونگسانگ (به کره‌ای: 걸걸중상) نیز شناخته می‌شود، یکی از عوامل کلیدی در بنیان‌گذاری پادشاهی بالهه و پدر ته جویونگ، بنیان‌گذار بالهه بود. اگرچه بخش زیادی از اعتبار بنیان‌گذاری بالهه به پسرش تعلق دارد ام بسیاری از مورخان هنوز ته جونگسانگ را به عنوان حامی و رهبر اصلی در بنیان‌گذاری بالهه می‌شناسند.

## پیش‌زمینه
منابع تاریخی گزارش‌های متفاوتی از قومیت و پیشینه ته جویونگ پسر ته جونگسانگ ارائه می‌دهند. در میان آثار رسمی تاریخ دودمان تانگ، تاریخ جدید تانگ به ته جویونگ و دولت او به عنوان سومو موهه (منسوب به جورچن‌ها و بعدها منچوها) وابسته به گوگوریو اشاره می‌کند. تاریخ قدیم تانگ نیز پیشینه قومی ته جونگسانگ را از مردمان مالگال بیان می‌کند اما می‌افزاید که او یک «گائولی بیژونگ» (高麗別種) بوده است. این اصطلاح توسط مورخان کره جنوبی و شمالی به معنای «شاخه‌ای از مردم گوگوریو» تفسیر شده است، اما توسط محققان ژاپنی و چینی به عنوان «متمایز از گوگوریو» تفسیر شده است. سامگوک یوسا، مجموعه‌ای از تاریخ و افسانه‌های کره مربوط به سده سیزدهم میلادی، ته جونگسانگ را به عنوان یک رهبر سومو موهه توصیف می‌کند. با این حال، روایت دیگری از ته جونگسانگ ارائه می‌دهد که او ژنرال سابق گوگوریو بوده است و به یک سند شیلایی که اکنون گم شده است، اشاره می‌کند. الکساندر کیم این موضوع را بعید می‌داند زیرا گوگوریو در سال ۶۶۸ سقوط کرد در حالی که ته جونگسانگ در سال ۷۱۹ میلادی درگذشت و مردان جوان نمی‌توانستند رتبه ژنرالی دریافت کنند.

## زندگی‌نامه
در سال ۶۹۶ میلادی، خیتان شورشی را رهبری کرد که منجر به کشته شدن فرماندار ظالم منطقه تحت الحمایه و بازگرداندن ینگژو به خیتان شد. «ته جونگسانگ» با «گولسا بیو» (کره‌ای: 걸사비우; هانجا: 乞四比羽 پین‌یین: Qǐsì bǐyǔ) رهبر «بایشان موهه» متحد شد و این دو قدرت در سال ۶۹۸ با نفوذ تانگ مخالفت کردند. این دو رهبر در برابر حمله تانگ مقاومت کردند، اما مجبور به عقب‌نشینی شدند. گولسا بیو و ته جونگسانگ هر دو در نبرد جان باختند، اما ته جویونگ سربازان باقی مانده گوگوریو و مالگال را رهبری کرد و ارتش تانگ را در نبرد تیانمنلینگ (چونمونریونگ) شکست داد و پادشاهی بالهه را تأسیس کرد. این دولت توسط رهبر قوم مالگال ایجاد شد که قبایل همسایه را با نیروی دیپلماتیک و نظامی مطیع خود کرد. مردم گوگوریو تابع قدرت دیپلماتیک بودند و داوطلبانه او را به عنوان رهبر خود به رسمیت شناختند.
بر اساس تاریخ جدید تانگ، وو زتیان، ته جونگسانگ را به عنوان حاکم محلی ژن (جین) و گولسا بیو را به عنوان حاکم محلی ژو (هو) گماشت و جنایات آنها را بخشید. گولسا بیو این عنوان را نپذیرفت و وو زتیان ژنرال لی کایگو را برای سرکوب شورش‌ها فرستاد. گولسا بیو در نبرد تیانمنلینگ کشته شد، ته جویونگ دیگران را در پیروزی علیه لی کایگو رهبری کرد. ته جونگسانگ پس از نبرد بر اثر بیماری درگذشت.

## خانواده
برجسته‌ترین و مشهورترین فرزند ته جونگسانگ، بزرگترین فرزندش ته جویونگ بود. ته جونگسانگ احتمالاً پسر دیگری علاوه بر ته جویونگ نیز نام ته یابال (대야발) داشت است، زیرا نسل سلطنتی پادشاهی بالهه از دو دودمان، یکی از ته جویونگ و دیگری از ته یابال تشکیل شده بود.

## تصویرسازی مدرن
- توسط «ایم هیوک» در مجموعه تلویزیونی «فرمانروا ته جویونگ» محصول سال ۲۰۰۶-۲۰۰۷ به تصویر کشیده شده است.

- توسط «سونگ کومشیک» و «چه‌یونگ گیون» در مجموعه تلویزیونی «یون گه‌سومون» محصول سال ۲۰۰۶ به تصویر کشیده شده است.